# Хотавље
Хотавље (словен. Hotavlje) је насељено место у општини Горења Вас-Пољане, Горењска регија, Словенија.

## Историја
До територијалне реорганизације у Словенији биле су у саставу старе општине Шкофја Лока.

## Становништво
У попису становништва из 2011. године, Хотавље су имале 396 становника.
| Број становника према пописима | Број становника према пописима | Број становника према пописима |
| ------------------------------ | ------------------------------ | ------------------------------ |
| 1991                           | 2002                           | 2011                           |
| 327                            | 353                            | 396                            |

## Галерија
- детаљ
- мост на Сори